# Цветково (Владимирская область)
Цветково — деревня в Судогодском районе Владимирской области, входит в состав Головинского сельского поселения.

## География
Деревня расположена в 18 км на юго-восток от центра поселения посёлка Головино и в 14 км на запад от райцентра города Судогда. 

## История
В конце XIX — начале XX века деревня называлась Сопелкино и входила в состав Авдотьинской волости Судогодского уезда, с 1926 года — в составе Александровской волости Владимирского уезда. В 1859 году в деревне числилось 16 дворов, в 1905 году — 31 дворов, в 1926 году — 33 хозяйств.
С 1929 года деревня входила с состав Александровского сельсовета Владимирского района, с 1944 года — Судогодского района, с 1974 года — в составе Ильинского сельсовета, с 2005 года — в составе Головинского сельского поселения.
В 1966 году деревня Сопелькино Александровского сельсовета была переименована в Цветково.

## Население
| 1859 | 1905 | 1926 |
| ---- | ---- | ---- |
| 125  | 161  | 147  |

| 1859 | 1905 | 1926 | 2002 | 2010 | 2021 |
| ---- | ---- | ---- | ---- | ---- | ---- |
| 125  | ↗161 | ↘147 | ↘14  | ↘8   | ↘2   |